# Hugó toszkánai őrgróf

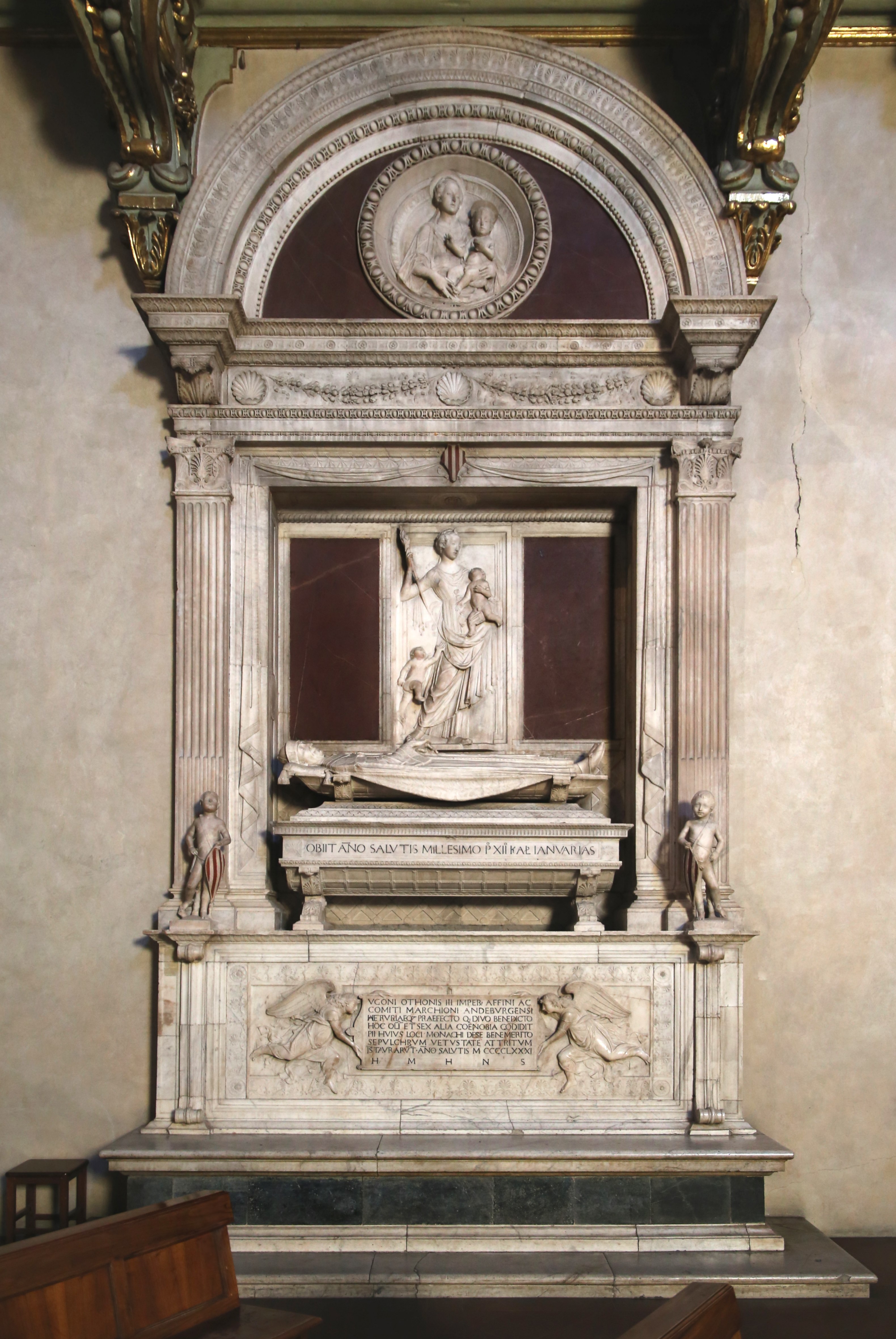
Hugó gróf síremléke

Hugó (Nagy Hugó) (950 körül–Pistoia, 1001. december 21.) toszkánai őrgróf volt 961-től haláláig, valamint Spoleto hercege 989-től 996-ig. Apja Spoletói Hubert, anyja Willa toszkánai grófnő volt. Feleségét Juditnak hívták, lányát szintén Willának.
989-ben lett Spoleto hercege, de III. Ottó császár megfosztotta hatalmától és a hercegséget Konrádnak adta. 1001. július 31-én Ottó számos előjogot biztosított II. Ulrik-Manfrédnek, valószínűleg Hugó kívánságára.
Hugó uralkodása alatt számos vallási alapítványt tett. Ezeket az alapítványokat újra és újra megerősítették a halálát követő időkben. Pistoiában halt meg, Firenzében van eltemetve. Síremléke, amit Mino da Fiesole készített a 15. században, a firenzei Badia templomban van, amit anyja alapított. Életét legendák övezik, Placido Puccinelli megírta történetét a "Hugó, a Nagy hőstetteinek története" című művében, amiben erkölcsös és jámbor uralkodónak írta le.
Emlékére a Badiában minden évben, december 21-én misét tartanak.

## Fordítás
Ez a szócikk részben vagy egészben  a   Hugh, Margrave of Tuscany című angol Wikipédia-szócikk ezen változatának fordításán alapul.  Az eredeti cikk szerkesztőit annak laptörténete sorolja fel. Ez a jelzés csupán a megfogalmazás eredetét és a szerzői jogokat jelzi, nem szolgál a cikkben szereplő információk forrásmegjelöléseként.